# Georges-Albert de Frise orientale
Georges-Albert (Georg Albrecht en allemand) est un prince allemand de la maison Cirksena né le 13 juin 1690 à Aurich et mort le 11 juin 1734 au château de Sandhorst (de). Il est prince de Frise orientale de 1708 à sa mort.

## Biographie

### Jeunesse
Georges-Albert est le quatrième enfant et l'aîné des fils survivants du prince Christian-Eberhard et de son épouse Eberhadine-Sophie d'Oettingen-Oettingen (de). Adepte du piétisme, son père le confie à un précepteur luthérien, Meene, avant de l'envoyer à la ritteakademie de Wolfenbüttel avec son frère cadet Charles-Ennon vers 1702.
Quatre ans plus tard, en 1706, Christian-Eberhard inscrit son fils à l'université de Leyde, où le jeune prince doit apprendre le français et l'italien, ainsi que la poliorcétique, l'escrime et la danse. En route pour Leyde, Georges-Albert visite Amsterdam et La Hague où il fait la connaissance du duc de Marlborough, commandant des forces alliées dans la guerre de Succession d'Espagne. Cette rencontre semble avoir fait forte impression sur lui, car il demande dès janvier 1707 à son père de lui permettre de s'enrôler comme volontaire dans les troupes de Marlborough.
Ayant reçu son autorisation en juillet, Georges-Albert arrive en août dans le camp des forces alliées, où il est assigné à l'unité hollandaise du lieutenant-colonel Godhard van Eggeling. Néanmoins, il rentre à la Hague dès octobre, soit que son état de santé ne lui permette pas de poursuivre sa carrière militaire, soit que la santé défaillante de son père l'oblige à rester prêt à recueillir sa succession.

### Règne
Le prince Christian-Eberhard meurt le 30 juin 1708, alors qu'il n'a que quarante-deux ans. Georges-Albert, qui vient d'avoir dix-huit ans, lui succède comme prince de Frise orientale. Bien qu'il s'intéresse de près aux affaires du gouvernement, il en est régulièrement éloigné par sa santé fragile, ce qui le contraint dans les dernières années de sa vie à laisser régulièrement la gestion du pays à son chancelier Enno Rudolph Brenneysen (de), nommé en 1722.
La principauté est durement touchée par le raz-de-marée de Noël en 1717, puis par celui du Nouvel An en 1721 (de). Plusieurs milliers de personnes trouvent la mort durant ces inondations, qui ravagent une grande partie de la Frise orientale. Brenneysen y voit l'occasion de renforcer le pouvoir du prince au détriment des États. Le conflit entre ces deux entités, qui s'était calmé sous le règne de Christian-Eberhard, reprend dès lors de plus belle et dégénère en véritable guerre civile en 1725. Les forces du princes sortent victorieuses de l'affrontement, parvenant même à soumettre la ville d'Emden, mais le manque de diplomatie de Brenneysen l'empêche de conclure un accord avec ses adversaires. L'empereur accorde même son amnistie aux rebelles en 1732.
En 1730, Georges-Albert fonde un village dans le nord de la principauté. Il le nomme Carolinensiel (aujourd'hui rattaché à la ville de Wittmund) en hommage à sa deuxième femme Sophie-Caroline de Brandebourg-Culmbach. Ce second mariage est malheureux et la rumeur prête au prince une relation avec Maria Elisabeth von Lukomski (de), une dame de compagnie de sa femme. Georges-Albert est tellement pieux que la simple idée d'avoir des sentiments pour Lukomski pèse lourd sur sa conscience dans ses dernières années.
Georges-Albert meurt le 11 juin 1734 au château de Sandhorst (de) et son seul fils survivant, Charles-Edzard, lui succède. Il est inhumé dans le mausolée de la famille Cirksena (de), à Aurich.

## Mariage et descendance
Georges-Albert se marie le 23 septembre 1709 avec Christine-Louise (de), fille du prince Georges-Auguste de Nassau-Idstein et de sa femme Henriette-Dorothée d'Oettingen-Oettingen. Ils ont quatre enfants dont un seul, le dernier, survit à la petite enfance :
- Charles-Edzard (18 juin 1716 – 25 mai 1744), prince de Frise orientale.

Après la mort de Christine-Louise, le 13 avril 1723, Georges-Albert se remarie le 8 décembre de la même année avec Sophie-Caroline, fille du margrave Christian-Henri de Brandebourg-Culmbach et de son épouse Sophie-Christiane de Wolfstein. Ils n'ont pas d'enfants.